# Liste des sélectionnés en équipe des Fidji de rugby à XV
La liste des joueurs sélectionnés en équipe des Fidji de rugby à XV comprend 781 joueurs au 26 août 2023, le dernier étant Jone Koroiduadua retenu pour la première fois en équipe nationale le 19 août 2023 contre la France. Le premier Fidjien sélectionné est Apimeleki Amaraki le 18 août 1924 contre les Samoa. L'ordre établi prend en compte la date de la première sélection, puis la qualité de titulaire ou remplaçant et enfin l'ordre alphabétique.

## 601 à 700
| Nom                         | No  | Première sélection                                   | Dernière sélection                                      | Matchs | Points |
| --------------------------- | --- | ---------------------------------------------------- | ------------------------------------------------------- | ------ | ------ |
| Alefoso Yalayalatabua       | 601 | le 19 mai 2007 contre les Samoa                      | le 26 juin 2010 contre les Samoa                        | 10     | 0      |
| Vitori Buatava              | 602 | le 19 mai 2007 contre les Samoa                      | le 2 octobre 2011 contre le pays de Galles              | 14     | 0      |
| Wame Lewaravu               | 603 | le 19 mai 2007 contre les Samoa                      | le 21 juin 2014 contre les Samoa                        | 26     | 0      |
| Graham Dewes                | 604 | le 26 mai 2007 contre le Japon                       | le 23 juin 2012 contre les Tonga                        | 26     | 5      |
| Gabiriele Lovobalavu        | 605 | le 26 mai 2007 contre le Japon                       | le 23 septembre 2015 contre l'Australie                 | 22     | 10     |
| Waisea Luveniyali           | 606 | le 16 juin 2007 contre les Tonga                     | le 30 novembre 2013 contre les Barbarians               | 18     | 23     |
| Michael Tagicakibau         | 607 | le 16 juin 2007 contre les Tonga                     | le 2 octobre 2011 contre le pays de Galles              | 6      | 0      |
| Deryck Thomas               | 608 | le 16 juin 2007 contre les Tonga                     | le 5 juillet 2008 contre la Roumanie                    | 3      | 0      |
| Vereniki Sauturaga          | 609 | le 16 juin 2007 contre les Tonga                     | le 28 novembre 2009 contre la Roumanie                  | 8      | 0      |
| Dale Mataluvu               | 610 | le 16 juin 2007 contre les Tonga                     | le 26 juin 2010 contre les Samoa                        | 3      | 0      |
| Jone Daunivucu              | 611 | le 23 septembre 2007 contre l'Australie              | le 27 juin 2009 contre les Samoa                        | 4      | 0      |
| Timoci Nagusa               | 612 | le 7 juin 2008 contre les Samoa                      | le 23 juin 2018 contre les Tonga                        | 33     | 80     |
| Sireli Naqelevuki           | 613 | le 7 juin 2008 contre les Samoa                      | le 10 novembre 2012 contre l'Angleterre                 | 8      | 10     |
| Jonetani Ralulu             | 614 | le 7 juin 2008 contre les Samoa                      | le 21 novembre 2014 contre la Géorgie                   | 41     | 44     |
| Viliame Seuseu              | 615 | le 7 juin 2008 contre les Samoa                      | le 28 novembre 2009 contre la Roumanie                  | 8      | 5      |
| Saula Radidi                | 616 | le 14 juin 2008 contre les Maori de Nouvelle-Zélande | le 23 juin 2013 contre les Tonga                        | 5      | 5      |
| Nemia Kenatale              | 617 | le 22 juin 2008 contre le Japon                      | le 24 juin 2016 contre la Géorgie                       | 39     | 35     |
| Sailasa Rabonaqica          | 618 | le 22 juin 2008 contre le Japon                      | le 5 juillet 2008 contre les Tonga                      | 2      | 0      |
| Josefa Domolailai           | 619 | le 5 juillet 2008 contre les Tonga                   | le 24 novembre 2012 contre la Géorgie                   | 13     | 10     |
| Jeremaiya Tuilevu Tamanisau | 620 | le 5 juillet 2008 contre les Tonga                   | le 5 juillet 2008 contre les Tonga                      | 1      | 0      |
| Iliesa Keresoni             | 621 | le 5 juillet 2008 contre les Tonga                   | le 2 octobre 2011 contre le pays de Galles              | 11     | 5      |
| Rupeni Nasiga               | 622 | le 5 juillet 2008 contre les Tonga                   | le 28 juin 2014 contre les Iles Cook                    | 15     | 10     |
| Filimone Bolavucu           | 623 | le 13 juin 2009 contre les Tonga                     | le 3 juillet 2009 contre le Japon                       | 2      | 0      |
| Alipate Noilea              | 624 | le 13 juin 2009 contre les Tonga                     | le 13 juin 2009 contre les Tonga                        | 1      | 0      |
| Waisale Sukanaveita         | 625 | le 13 juin 2009 contre les Tonga                     | le 3 juillet 2009 contre le Japon                       | 2      | 0      |
| Malakai Volau               | 626 | le 13 juin 2009 contre les Tonga                     | le 24 novembre 2012 contre la Géorgie                   | 16     | 0      |
| Sireli Ledua                | 627 | le 13 juin 2009 contre les Tonga                     | le 28 novembre 2009 contre la Roumanie                  | 6      | 5      |
| Leone Nakarawa              | 628 | le 13 juin 2009 contre les Tonga                     | le 20 novembre 2021 contre la Géorgie                   | 66     | 65     |
| Ilikena Bolakoro            | 629 | le 27 juin 2009 contre les Samoa                     | le 9 juillet 2011 contre les Samoa                      | 2      | 0      |
| Ropate Ratu                 | 630 | le 27 juin 2009 contre les Samoa                     | le 19 novembre 2010 contre le pays de Galles            | 7      | 0      |
| Sean Morrell                | 631 | le 3 juillet 2009 contre le Japon                    | le 3 juillet 2009 contre le Japon                       | 1      | 0      |
| Ravai Fatiaki               | 632 | le 3 juillet 2009 contre le Japon                    | le 10 novembre 2012 contre l'Angleterre                 | 9      | 5      |
| Aisake Tarogi               | 633 | le 3 juillet 2009 contre le Japon                    | le 28 novembre 2009 contre la Roumanie                  | 3      | 0      |
| Anthony Wise                | 634 | le 3 juillet 2009 contre le Japon                    | le 12 juin 2010 contre le Japon                         | 3      | 0      |
| Asaeli Boko                 | 635 | le 14 novembre 2009 contre l'Écosse                  | le 28 novembre 2009 contre la Roumanie                  | 3      | 0      |
| Deacon Manu                 | 636 | le 14 novembre 2009 contre l'Écosse                  | le 10 novembre 2012 contre l'Angleterre                 | 13     | 0      |
| Josh Matavesi               | 637 | le 14 novembre 2009 contre l'Écosse                  | le 3 octobre 2019 contre la Géorgie                     | 24     | 52     |
| Napolioni Nalaga            | 638 | le 14 novembre 2009 contre l'Écosse                  | le 3 août 2015 contre les Samoa                         | 20     | 45     |
| Viliame Veikoso             | 639 | le 14 novembre 2009 contre l'Écosse                  | le 24 juin 2016 contre la Géorgie                       | 33     | 0      |
| Jonetani Nagado             | 640 | le 14 novembre 2009 contre l'Écosse                  | le 28 novembre 2009 contre la Roumanie                  | 2      | 5      |
| Nasoni Roko                 | 641 | le 14 novembre 2009 contre l'Écosse                  | le 28 novembre 2009 contre la Roumanie                  | 3      | 0      |
| Waisale Vatuvoka            | 642 | le 14 novembre 2009 contre l'Écosse                  | le 13 août 2011 contre les Tonga                        | 4      | 0      |
| Jimilai Nakaidawa           | 643 | le 28 novembre 2009 contre la Roumanie               | le 13 juillet 2011 contre le Japon                      | 5      | 5      |
| Semi Tadulala               | 644 | le 28 novembre 2009 contre la Roumanie               | le 28 novembre 2009 contre la Roumanie                  | 1      | 0      |
| Kelemedi Bola               | 645 | le 28 novembre 2009 contre la Roumanie               | le 24 novembre 2012 contre la Géorgie                   | 8      | 5      |
| Campese Ma'afu              | 646 | le 5 juin 2010 contre l'Australie                    | le 9 octobre 2019 contre le pays de Galles              | 62     | 10     |
| Sekonaia Kalou              | 647 | le 5 juin 2010 contre l'Australie                    | le 10 novembre 2012 contre l'Angleterre                 | 13     | 20     |
| Talemaitoga Tuapati         | 648 | le 5 juin 2010 contre l'Australie                    | le 23 juin 2018 contre les Tonga                        | 43     | 15     |
| Dominiko Waqaniburotu       | 649 | le 5 juin 2010 contre l'Australie                    | le 9 octobre 2019 contre le pays de Galles              | 51     | 25     |
| Nemani Nadolo               | 650 | le 5 juin 2010 contre l'Australie                    | le 17 juillet 2021 contre la Nouvelle-Zélande           | 32     | 237    |
| Jaoji Dakuvula              | 651 | le 12 juin 2010 contre le Japon                      | le 12 juin 2010 contre le Japon                         | 1      | 0      |
| Kelepi Ketedromo            | 652 | le 12 juin 2010 contre le Japon                      | le 23 juin 2012 contre les Tonga                        | 5      | 0      |
| Nikola Matawalu             | 653 | le 12 juin 2010 contre le Japon                      | le 20 novembre 2021 contre la Géorgie                   | 43     | 50     |
| Malakai Radikedike          | 654 | le 12 juin 2010 contre le Japon                      | le 23 novembre 2013 contre la Roumanie                  | 3      | 5      |
| Epeli Ruivadra              | 655 | le 12 juin 2010 contre le Japon                      | le 26 juin 2010 contre les Samoa                        | 3      | 0      |
| Jo Naisilisili              | 656 | le 19 juin 2010 contre les Tonga                     | le 26 juin 2010 contre les Samoa                        | 2      | 0      |
| William Saukuru             | 657 | le 26 juin 2010 contre les Samoa                     | le 26 juin 2010 contre les Samoa                        | 1      | 0      |
| Albert Vulivuli             | 658 | le 13 novembre 2010 contre la France                 | le 24 juin 2017 contre l'Écosse                         | 15     | 10     |
| Malakai Ravulo              | 659 | le 13 novembre 2010 contre la France                 | le 24 juin 2016 contre la Géorgie                       | 38     | 10     |
| Vesi Rarawa                 | 660 | le 27 novembre 2010 contre l'Italie                  | le 27 novembre 2010 contre l'Italie                     | 1      | 0      |
| Tevita Cavubati             | 661 | le 2 juillet 2011 contre les Tonga                   | le 9 octobre 2019 contre le pays de Galles              | 30     | 10     |
| Kini Murimurivalu           | 662 | le 2 juillet 2011 contre les Tonga                   | le 5 novembre 2022 contre l'Ecosse                      | 34     | 30     |
| Adriu Delai                 | 663 | le 2 juillet 2011 contre les Tonga                   | le 24 juin 2016 contre la Géorgie                       | 14     | 10     |
| Peni Makutu                 | 664 | le 2 juillet 2011 contre les Tonga                   | le 10 novembre 2012 contre l'Angleterre                 | 4      | 0      |
| Setefano Saumoca            | 665 | le 13 juillet 2011 contre le Japon                   | le 30 novembre 2013 contre les Barbarians               | 20     | 5      |
| Waisea Nailago              | 666 | le 13 juillet 2011 contre le Japon                   | le 16 juin 2012 contre l'Écosse                         | 9      | 0      |
| Isake Katonibau             | 667 | le 5 juin 2012 contre le Japon                       | le 23 juin 2012 contre les Tonga                        | 3      | 5      |
| Simeli Koniferedi           | 668 | le 5 juin 2012 contre le Japon                       | le 12 juin 2013 contre les Classic All Blacks           | 7      | 0      |
| Setareki Koroilagilagi      | 669 | le 5 juin 2012 contre le Japon                       | le 23 juin 2013 contre les Tonga                        | 6      | 29     |
| Apisai Naikatini            | 670 | le 5 juin 2012 contre le Japon                       | le 28 juin 2014 contre les Iles Cook                    | 18     | 5      |
| Waisea Nayacalevu           | 671 | le 5 juin 2012 contre le Japon                       | le 23 novembre 2024 contre l'Irlande                    | 46     | 95     |
| Iliesa Ratuva               | 672 | le 5 juin 2012 contre le Japon                       | le 19 juin 2013 contre les Etats-Unis                   | 8      | 5      |
| Watisoni Votu               | 673 | le 5 juin 2012 contre le Japon                       | le 21 novembre 2014 contre les Etats-Unis               | 12     | 25     |
| Aloisio Butonidualevu       | 674 | le 5 juin 2012 contre le Japon                       | le 16 juin 2012 contre l'Ecosse                         | 3      | 0      |
| Benedito Koroi              | 675 | le 5 juin 2012 contre le Japon                       | le 23 juin 2012 contre les Tonga                        | 2      | 0      |
| Seremaia Naureure           | 676 | le 5 juin 2012 contre le Japon                       | le 30 novembre 2013 contre les Barbarians               | 9      | 0      |
| Jerry Yanuyanutawa          | 677 | le 10 juin 2012 contre les Samoa                     | le 15 novembre 2014 contre le pays de Galles            | 19     | 0      |
| Iliesa Salusalu             | 678 | le 10 juin 2012 contre les Samoa                     | le 5 juin 2013 contre le Canada                         | 2      | 0      |
| Metuisela Talebula          | 679 | le 16 juin 2012 contre l'Ecosse                      | le 24 novembre 2018 contre la France                    | 24     | 73     |
| Maikeli Mocetadra           | 680 | le 23 juin 2012 contre les Tonga                     | le 23 juin 2012 contre les Tonga                        | 1      | 0      |
| Apakuki Vuaviri             | 681 | le 23 juin 2012 contre les Tonga                     | le 23 juin 2012 contre les Tonga                        | 1      | 0      |
| Api Ratuniyarawa            | 682 | le 10 novembre 2012 contre l'Angleterre              | le 12 novembre 2022 contre les Barbarians Français      | 44     | 20     |
| Samu Wara                   | 683 | le 10 novembre 2012 contre l'Angleterre              | le 24 novembre 2012 contre la Géorgie                   | 2      | 0      |
| Manasa Saulo                | 684 | le 10 novembre 2012 contre l'Angleterre              | le 19 novembre 2022 contre les Barbarians Français      | 53     | 0      |
| Aisea Natoga                | 685 | le 24 novembre 2012 contre la Géorgie                | le 23 juin 2013 contre le Japon                         | 5      | 5      |
| Nemani Nagusa               | 686 | le 24 novembre 2012 contre la Géorgie                | le 20 juillet 2019 contre les Maori de Nouvelle-Zélande | 18     | 0      |
| Leone Ravuetaki             | 687 | le 1er juin 2013 contre le Japon                     | le 19 juin 2013 contre les Etats-Unis                   | 3      | 0      |
| Juita Lutumailagi           | 688 | le 1er juin 2013 contre le Japon                     | le 12 juin 2013 contre les Classic All Blacks           | 3      | 2      |
| Aporosa Kenatale            | 689 | le 5 juin 2013 contre le Canada                      | le 5 juin 2013 contre le Canada                         | 1      | 0      |
| Sam Matavesi                | 690 | le 5 juin 2013 contre le Canada                      | le 12 juillet 2025 contre l'Ecosse                      | 40     | 35     |
| Asaeli Tikoirotuma          | 691 | le 9 novembre 2013 contre le Portugal                | le 25 novembre 2017 contre le Canada                    | 19     | 15     |
| Levani Botia                | 692 | le 9 novembre 2013 contre le Portugal                | le 9 octobre 2019 contre le pays de Galles              | 31     | 35     |
| Alex Rokobaro               | 693 | le 9 novembre 2013 contre le Portugal                | le 30 novembre 2013 contre les Barbarians               | 3      | 5      |
| Peni Ravai                  | 694 | le 23 novembre 2013 contre la Roumanie               | le 5 juillet 2025 contre l'Australie                    | 53     | 25     |
| Henry Seniloli              | 695 | le 23 novembre 2013 contre la Roumanie               | le 25 septembre 2019 contre l'Uruguay                   | 29     | 50     |
| Sammy Speight               | 696 | le 30 novembre 2013 contre les Barbarians            | le 30 novembre 2013 contre les Barbarians               | 1      | 0      |
| Maku Koroiyadi              | 697 | le 30 novembre 2013 contre les Barbarians            | le 30 novembre 2013 contre les Barbarians               | 1      | 0      |
| Isei Colati                 | 698 | le 7 juin 2014 contre l'Italie                       | le 23 septembre 2015 contre l'Australie                 | 9      | 0      |
| Lee Roy Atalifo             | 699 | le 28 juin 2014 contre les Iles Cook                 | le 12 novembre 2022 contre l'Irlande                    | 18     | 5      |
| Alipate Ratini              | 700 | le 8 novembre 2014 contre la France                  | le 8 novembre 2014 contre la France                     | 1      | 5      |

## 701 à 800
| Nom                     | No  | Première sélection                                      | Dernière sélection                                      | Matchs | Points |
| ----------------------- | --- | ------------------------------------------------------- | ------------------------------------------------------- | ------ | ------ |
| Nemia Soqeta            | 701 | le 8 novembre 2014 contre la France                     | le 26 novembre 2016 contre le Japon                     | 14     | 5      |
| Taniela Koroi           | 702 | le 21 novembre 2014 contre les Etats-Unis               | le 24 juin 2016 contre la Géorgie                       | 6      | 0      |
| Benito Masilevu         | 703 | le 11 juillet 2015 contre les Maoris néo-zélandais      | le 9 juin 2018 contre les Samoa                         | 9      | 0      |
| Ben Volavola            | 704 | le 11 juillet 2015 contre les Maoris néo-zélandais      | le 5 août 2023 contre le Japon                          | 48     | 239    |
| Peceli Yato             | 705 | le 18 juillet 2015 contre les Tonga                     | le 17 juillet 2021 contre la Nouvelle-Zélande           | 22     | 35     |
| Naulia Dawai            | 706 | le 11 juin 2016 contre les Tonga                        | le 24 juin 2017 contre l'Écosse                         | 7      | 0      |
| Patrick Osborne         | 707 | le 11 juin 2016 contre les Tonga                        | le 10 août 2019 contre les Samoa                        | 11     | 5      |
| Samisoni Viriviri       | 708 | le 11 juin 2016 contre les Tonga                        | le 18 juin 2016 contre les Samoa                        | 2      | 0      |
| Eremasi Radrodro        | 709 | le 11 juin 2016 contre les Tonga                        | le 19 novembre 2016 contre l'Angleterre                 | 5      | 5      |
| Savenaca Tabakanalagi   | 710 | le 11 juin 2016 contre les Tonga                        | le 24 juin 2016 contre la Géorgie                       | 2      | 0      |
| Serupepeli Vularika     | 711 | le 11 juin 2016 contre les Tonga                        | le 20 juillet 2019 contre les Maori de Nouvelle-Zélande | 11     | 0      |
| Eroni Vasiteri Narumasa | 712 | le 18 juin 2016 contre les Samoa                        | le 17 novembre 2018 contre l'Uruguay                    | 6      | 5      |
| Mosese Voka             | 713 | le 18 juin 2016 contre les Samoa                        | le 25 septembre 2019 contre l'Uruguay                   | 10     | 0      |
| Savenaca Rawaca         | 714 | le 18 juin 2016 contre les Samoa                        | le 24 juin 2016 contre la Géorgie                       | 1      | 0      |
| Mesake Doge             | 715 | le 24 juin 2016 contre la Géorgie                       | le 12 juillet 2025 contre l'Ecosse                      | 19     | 10     |
| Joeli Veitayaki         | 716 | le 26 novembre 2016 contre le Japon                     | le 20 juillet 2019 contre les Maori de Nouvelle-Zélande | 7      | 0      |
| Jale Vatubua            | 717 | le 10 juin 2017 contre l'Australie                      | le 9 octobre 2019 contre le pays de Galles              | 19     | 15     |
| Viliame Mata            | 718 | le 10 juin 2017 contre l'Australie                      | le 12 juillet 2025 contre l'Ecosse                      | 34     | 30     |
| Kalivati Tawake         | 719 | le 10 juin 2017 contre l'Australie                      | le 31 août 2019 contre les Tonga                        | 13     | 5      |
| Josua Tuisova           | 720 | le 24 juin 2017 contre l'Écosse                         | le 12 juillet 2025 contre l'Ecosse                      | 30     | 60     |
| Mosese Digo Ducivaki    | 721 | le 24 juin 2017 contre l'Écosse                         | le 23 juin 2018 contre les Tonga                        | 3      | 0      |
| Sikeli Nabou            | 722 | le 24 juin 2017 contre l'Écosse                         | le 16 juin 2018 contre la Géorgie                       | 6      | 0      |
| John Stewart            | 723 | le 24 juin 2017 contre l'Écosse                         | le 24 juin 2017 contre l'Écosse                         | 1      | 0      |
| Frank Lomani            | 724 | le 15 juillet 2017 contre les Samoa                     | le 23 novembre 2024 contre l'Irlande                    | 41     | 45     |
| Semi Kunatani           | 725 | le 11 novembre 2017 contre l'Italie                     | le 9 octobre 2019 contre le pays de Galles              | 13     | 20     |
| Ropate Rinakama         | 726 | le 11 novembre 2017 contre l'Italie                     | le 9 juin 2018 contre les Samoa                         | 3      | 0      |
| Ratunaisa Navuma        | 727 | le 25 novembre 2017 contre le Canada                    | le 16 juin 2018 contre la Géorgie                       | 2      | 0      |
| Sevanaia Galala         | 728 | le 9 juin 2018 contre les Samoa                         | le 20 juillet 2019 contre les Maori de Nouvelle-Zélande | 4      | 0      |
| Eroni Mawi              | 729 | le 9 juin 2018 contre les Samoa                         | le 12 juillet 2025 contre l'Ecosse                      | 44     | 10     |
| Alivereti Veitokani     | 730 | le 9 juin 2018 contre les Samoa                         | le 25 septembre 2019 contre l'Uruguay                   | 12     | 12     |
| Veremalua Vugakoto      | 731 | le 9 juin 2018 contre les Samoa                         | le 3 octobre 2019 contre la Géorgie                     | 10     | 5      |
| Semi Radradra           | 732 | le 16 juin 2018 contre la Géorgie                       | le 10 novembre 2024 contre le pays de Galles            | 21     | 30     |
| Albert Tuisue           | 733 | le 23 juin 2018 contre les Tonga                        | le 12 juillet 2025 contre l'Ecosse                      | 36     | 15     |
| Setariki Tuicuvu        | 734 | le 10 novembre 2018 contre l'Écosse                     | le 19 novembre 2022 contre les Barbarians Français      | 12     | 15     |
| Mesulame Dolokoto       | 735 | le 10 novembre 2018 contre l'Écosse                     | le 16 novembre 2024 contre l'Espagne                    | 19     | 10     |
| Eroni Sau               | 736 | le 17 novembre 2018 contre l'Uruguay                    | le 14 novembre 2021 contre le pays de Galles            | 6      | 15     |
| Filipo Nakosi           | 737 | le 20 juillet 2019 contre les Maori de Nouvelle-Zélande | le 25 septembre 2019 contre l'Uruguay                   | 3      | 0      |
| Tevita Ratuva           | 738 | le 20 juillet 2019 contre les Maori de Nouvelle-Zélande | le 2 juillet 2022 contre les Tonga                      | 12     | 5      |
| Johnny Dyer             | 739 | le 20 juillet 2019 contre les Maori de Nouvelle-Zélande | le 19 novembre 2022 contre les Barbarians Français      | 6      | 10     |
| Luke Tagi               | 740 | le 20 juillet 2019 contre les Maori de Nouvelle-Zélande | le 23 novembre 2024 contre l'Irlande                    | 18     | 0      |
| Mesulame Kunavula       | 741 | le 5 décembre 2020 contre la Géorgie                    | le 9 juillet 2022 contre l'Australie A                  | 8      | 15     |
| Temo Mayanavanua        | 742 | le 5 décembre 2020 contre la Géorgie                    | le 12 juillet 2025 contre l'Ecosse                      | 27     | 0      |
| Haereiti Hetet          | 743 | le 5 décembre 2020 contre la Géorgie                    | le 12 juillet 2025 contre l'Ecosse                      | 16     | 0      |
| Tevita Ikanivere        | 744 | le 5 décembre 2020 contre la Géorgie                    | le 12 juillet 2025 contre l'Ecosse                      | 25     | 30     |
| Simione Kuruvoli        | 745 | le 5 décembre 2020 contre la Géorgie                    | le 12 juillet 2025 contre l'Ecosse                      | 19     | 15     |
| Chris Minimbi           | 746 | le 5 décembre 2020 contre la Géorgie                    | le 5 décembre 2020 contre la Géorgie                    | 1      | 0      |
| Manueli Ratuniyarawa    | 747 | le 5 décembre 2020 contre la Géorgie                    | le 5 décembre 2020 contre la Géorgie                    | 1      | 0      |
| Samu Tawake             | 748 | le 5 décembre 2020 contre la Géorgie                    | le 12 juillet 2025 contre l'Ecosse                      | 13     | 0      |
| Eneriko Buliruarua      | 749 | le 10 juillet 2021 contre la Nouvelle-Zélande           | le 20 novembre 2021 contre la Géorgie                   | 3      | 0      |
| Manasa Mataele          | 750 | le 10 juillet 2021 contre la Nouvelle-Zélande           | le 9 juillet 2022 contre l'Australie A                  | 4      | 0      |
| Peniami Narisia         | 751 | le 10 juillet 2021 contre la Nouvelle-Zélande           | le 10 juillet 2021 contre la Nouvelle-Zélande           | 1      | 0      |
| Kitione Kamikamica      | 752 | le 17 juillet 2021 contre la Nouvelle-Zélande           | le 5 août 2023 contre le Japon                          | 8      | 0      |
| Moses Sorovi            | 753 | le 17 juillet 2021 contre la Nouvelle-Zélande           | le 23 août 2024 contre les Samoa                        | 3      | 0      |
| Teti Tela               | 754 | le 17 juillet 2021 contre la Nouvelle-Zélande           | le 8 octobre 2023 contre le Portugal                    | 11     | 20     |
| Vilimoni Botitu         | 755 | le 6 novembre 2021 contre l'Espagne                     | le 12 juillet 2025 contre l'Ecosse                      | 17     | 14     |
| Aminiasi Tuimaba        | 756 | le 6 novembre 2021 contre l'Espagne                     | le 20 novembre 2021 contre la Géorgie                   | 3      | 10     |
| Jiuta Wainiqolo         | 757 | le 6 novembre 2021 contre l'Espagne                     | le 12 juillet 2025 contre l'Ecosse                      | 16     | 20     |
| Masivesi Dakuwaqa       | 758 | le 6 novembre 2021 contre l'Espagne                     | le 20 novembre 2021 contre la Géorgie                   | 3      | 0      |
| Henry Spring            | 759 | le 6 novembre 2021 contre l'Espagne                     | le 6 novembre 2021 contre l'Espagne                     | 1      | 0      |
| Apisai Naqalevu         | 760 | le 14 novembre 2021 contre le pays de Galles            | le 14 novembre 2021 contre le pays de Galles            | 1      | 0      |
| Zuriel Togiatama        | 761 | le 14 novembre 2021 contre le pays de Galles            | le 19 juillet 2024 contre la Nouvelle-Zélande           | 5      | 0      |
| Vinaya Habosi           | 762 | le 2 juillet 2022 contre les Tonga                      | le 15 octobre 2023 contre l'Angleterre                  | 13     | 25     |
| Isoa Nasilasila         | 763 | le 2 juillet 2022 contre les Tonga                      | le 12 juillet 2025 contre l'Ecosse                      | 23     | 0      |
| Rusiate Nasove          | 764 | le 2 juillet 2022 contre les Tonga                      | le 16 juillet 2022 contre les Samoa                     | 3      | 0      |
| Kalaveti Ravouvou       | 765 | le 2 juillet 2022 contre les Tonga                      | le 12 juillet 2025 contre l'Ecosse                      | 9      | 15     |
| Seta Tamanivalu         | 766 | le 2 juillet 2022 contre les Tonga                      | le 16 juillet 2022 contre les Samoa                     | 3      | 5      |
| Peni Matawalu           | 767 | le 2 juillet 2022 contre les Tonga                      | le 23 novembre 2024 contre l'Irlande                    | 12     | 5      |
| Ratu Leone Rotuisolia   | 768 | le 5 novembre 2022 contre l'Ecosse                      | le 16 novembre 2024 contre l'Espagne                    | 5      | 0      |
| Sireli Maqala           | 769 | le 5 novembre 2022 contre l'Ecosse                      | le 12 juillet 2025 contre l'Ecosse                      | 14     | 10     |
| Livai Natave            | 770 | le 5 novembre 2022 contre l'Ecosse                      | le 2 novembre 2024 contre l'Ecosse                      | 4      | 0      |
| Adrea Cocagi            | 771 | le 12 novembre 2022 contre l'Irlande                    | le 6 septembre 2024 contre les Tonga                    | 3      | 0      |
| Caleb Muntz             | 772 | le 22 juillet 2023 contre les Tonga                     | le 12 juillet 2025 contre l'Ecosse                      | 15     | 144    |
| Selestino Ravutaumada   | 773 | le 22 juillet 2023 contre les Tonga                     | le 23 août 2024 contre les Samoa                        | 8      | 5      |
| Lekima Tagitagivalu     | 774 | le 22 juillet 2023 contre les Tonga                     | le 12 juillet 2025 contre l'Ecosse                      | 10     | 10     |
| Te Ahiwaru Cirikidaveta | 775 | le 22 juillet 2023 contre les Tonga                     | le 8 octobre 2023 contre le Portugal                    | 9      | 0      |
| Meli Derenalagi         | 776 | le 29 juillet 2023 contre les Samoa                     | le 23 novembre 2024 contre l'Irlande                    | 13     | 10     |
| Ilaisa Droasese         | 777 | le 29 juillet 2023 contre les Samoa                     | le 21 septembre 2024 contre le Japon                    | 12     | 0      |
| Iosefo Masi             | 778 | le 29 juillet 2023 contre les Samoa                     | le 5 juillet 2025 contre l'Australie                    | 9      | 20     |
| Vilive Miramira         | 779 | le 29 juillet 2023 contre les Samoa                     | le 16 novembre 2024 contre l'Espagne                    | 5      | 0      |
| Joseva Tamani           | 780 | le 29 juillet 2023 contre les Samoa                     | le 5 août 2023 contre le Japon                          | 2      | 0      |
| Jone Koroiduadua        | 781 | le 19 août 2023 contre la France                        | le 16 novembre 2024 contre l'Espagne                    | 5      | 0      |
| Inia Tabuavou           | 782 | le 5 juillet 2024 contre la Géorgie                     | le 16 novembre 2024 contre l'Espagne                    | 7      | 5      |
| Peniasi Dakuwaqa        | 783 | le 5 juillet 2024 contre la Géorgie                     | le 5 juillet 2024 contre la Géorgie                     | 1      | 10     |
| Kitione Salawa Jr.      | 784 | le 5 juillet 2024 contre la Géorgie                     | le 23 novembre 2024 contre l'Irlande                    | 9      | 20     |
| Elia Canakaivata        | 785 | le 5 juillet 2024 contre la Géorgie                     | le 12 juillet 2025 contre l'Ecosse                      | 12     | 20     |
| Isaiah Armstrong-Ravula | 786 | le 5 juillet 2024 contre la Géorgie                     | le 12 juillet 2025 contre l'Ecosse                      | 11     | 7      |
| Vuate Karawalevu        | 787 | le 23 août 2024 contre les Samoa                        | le 23 novembre 2024 contre l'Irlande                    | 7      | 20     |
| Epeli Momo              | 788 | le 23 août 2024 contre les Samoa                        | le 14 septembre 2024 contre les Etats-Unis              | 3      | 0      |
| Mesake Vocevoce         | 789 | le 23 août 2024 contre les Samoa                        | le 12 juillet 2025 contre l'Ecosse                      | 9      | 0      |
| Apisalome Vota          | 790 | le 23 août 2024 contre les Samoa                        | le 2 novembre 2024 contre l'Ecosse                      | 4      | 0      |
| Ponepati Loganimasi     | 791 | le 21 septembre 2024 contre le Japon                    | le 23 novembre 2024 contre l'Irlande                    | 4      | 5      |
| Kemu Valetini           | 792 | le 2 novembre 2024 contre l'Ecosse                      | le 2 novembre 2024 contre l'Ecosse                      | 1      | 0      |
| Waqa Nalaga             | 793 | le 2 novembre 2024 contre l'Ecosse                      | le 2 novembre 2024 contre l'Ecosse                      | 1      | 0      |
| Saimoni Uluinakauvadra  | 794 | le 16 novembre 2024 contre l'Espagne                    | le 16 novembre 2024 contre l'Espagne                    | 1      | 0      |
| Setareki Turagacoke     | 795 | le 16 novembre 2024 contre l'Espagne                    | le 23 novembre 2024 contre l'Irlande                    | 2      | 10     |
| Salesi Rayasi           | 796 | le 5 juillet 2025 contre l'Australie                    | le 12 juillet 2025 contre l'Ecosse                      | 2      | 5      |
| Philip Baselala         | 797 | le 5 juillet 2025 contre l'Australie                    | le 5 juillet 2025 contre l'Australie                    | 1      | 0      |
| Sam Wye                 | 798 | le 12 juillet 2025 contre l'Ecosse                      | le 12 juillet 2025 contre l'Ecosse                      | 1      | 0      |